# Opel Omega A Evolution 500

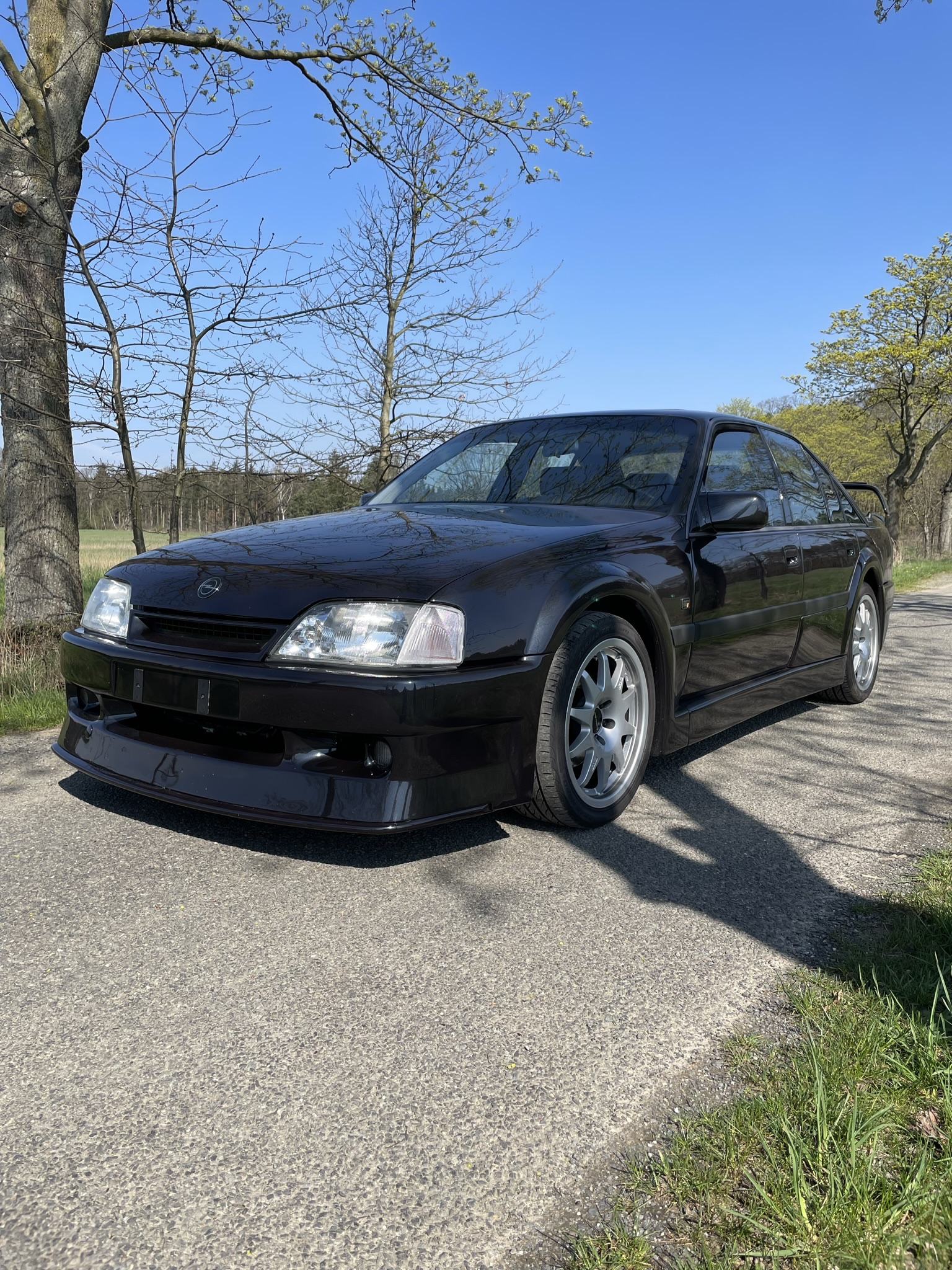
Omega Evo 500 Vorderansicht

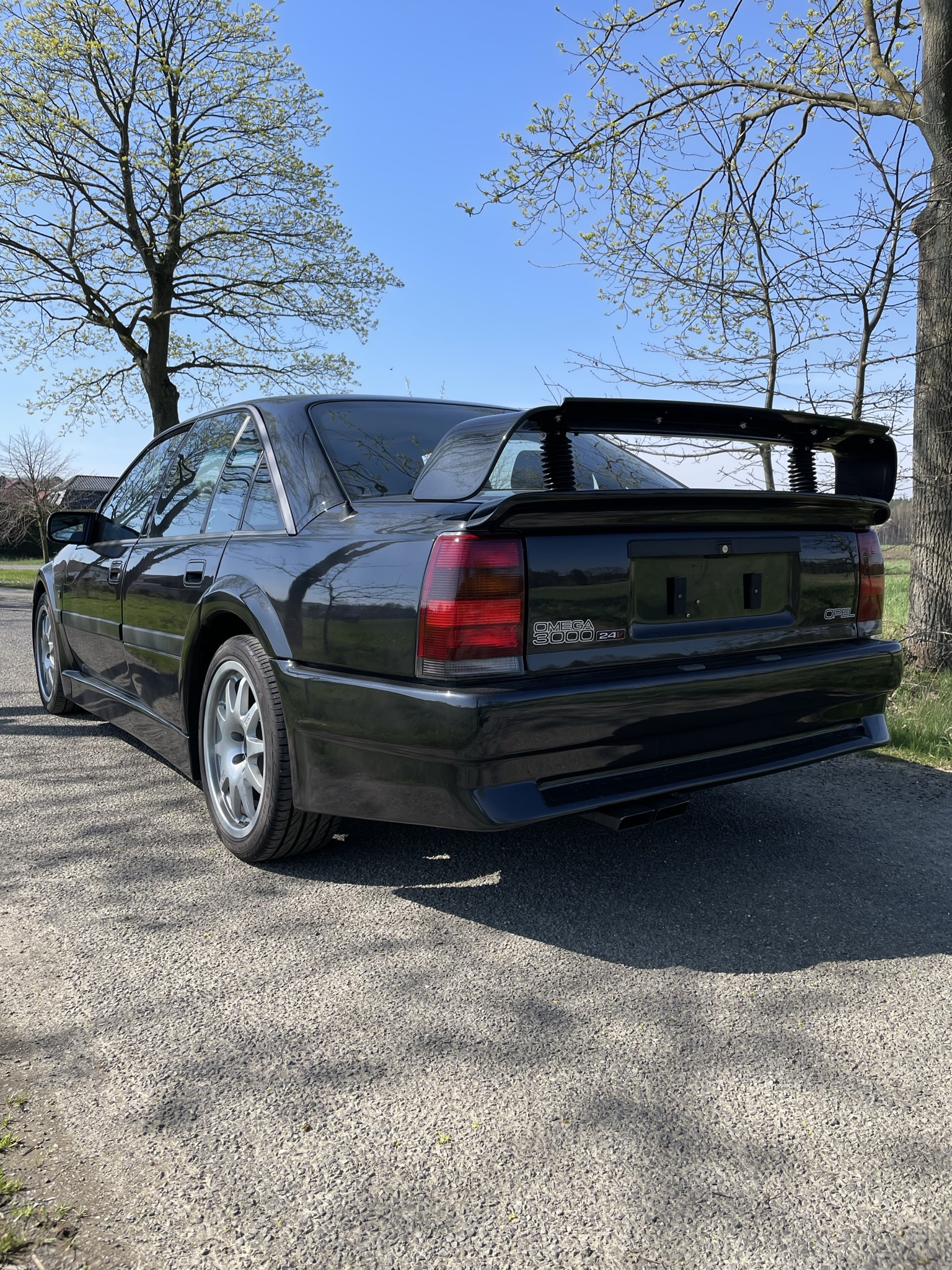
Omega Evo 500 Heckansicht

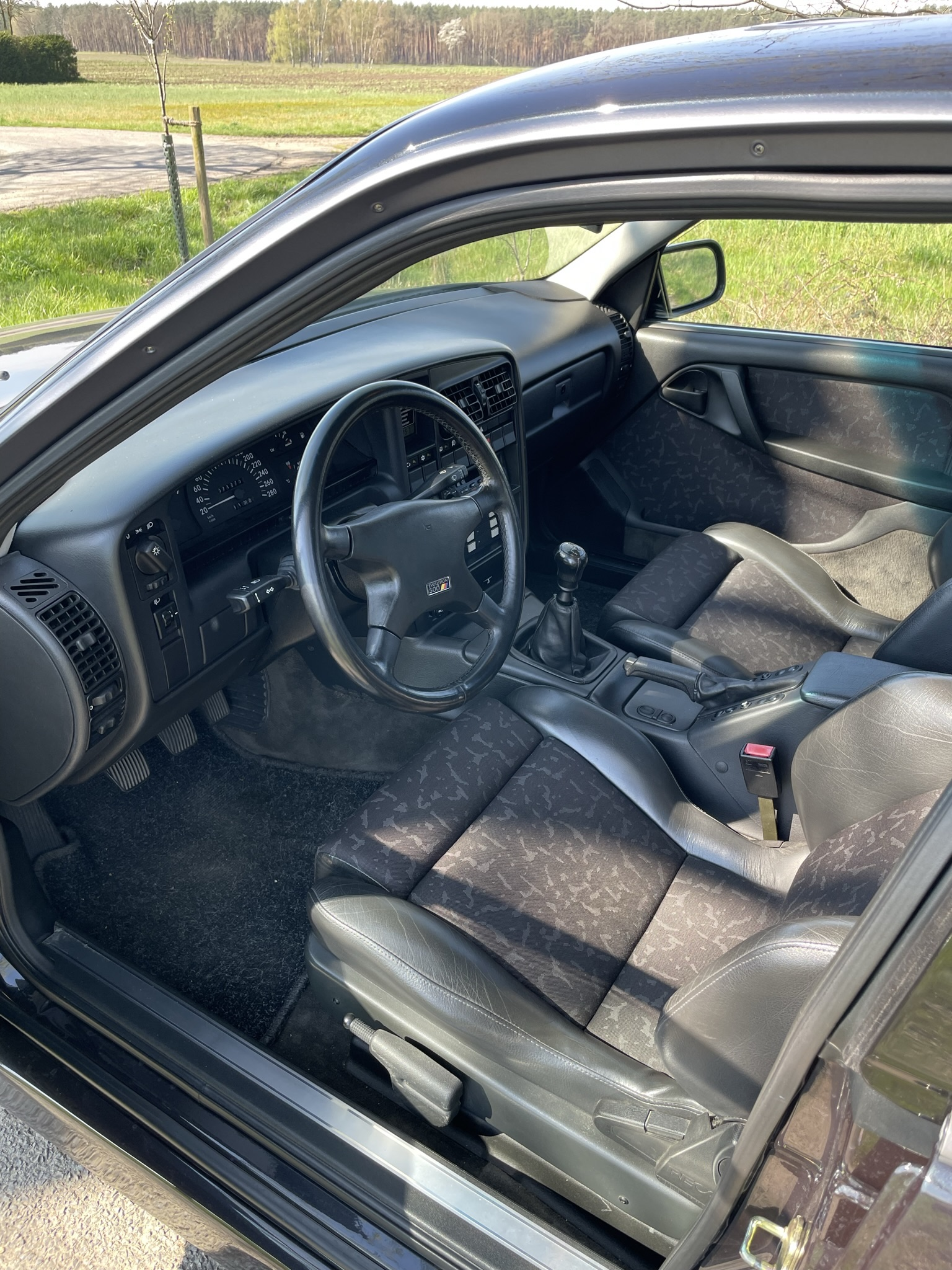
Omega Evo 500 Innenraum

Der Opel Omega Evolution 500 ist eine sportliche Limousine des Fahrzeugherstellers Opel, der als Homologationsmodell für die damalige DTM diente.

## Entstehung
Um in der Deutschen Tourenwagen-Meisterschaft mitfahren zu können, musste gemäß Reglement eine Anzahl von 5000 Exemplaren des Basismodells abgesetzt werden. Das Basismodell konnte einer Evolution unterworfen werden und 500 Stück dieser getunten Evolution Sonderserie mussten abgesetzt werden, um damit im Motorsport mitfahren zu dürfen. Da Opel dem Kadett E GSi 16V zu wenig Siegchancen zutraute, wurde der neue Omega A 3000 24V verwendet. Die Geburtsstunde des Omega A Evolution 500, kurz Omega Evo 500. Der in Gemeinschaftsarbeit von Opel und Irmscher entwickelte Evo 500 wurde zur Motorshow Essen im November 1990 auf dem Opel Stand präsentiert.
Die nicht nummerierte Kleinserie von 500 Stück wurde von 1991 bis 1992 produziert und über das deutsche Opel-Händlernetz zu einem Grundpreis von 92.220 DM vertrieben. Der Absatz der Evo 500 gestaltete sich durch ausbleibende Erfolge im Motorsport sowie dem parallel zu einem ähnlichen Preis entstandenen Imageträger Lotus Omega schwierig, so dass der Verkauf auch auf das Opel-Händlernetz in der Schweiz und Österreich erweitert wurde.
Detaillierte und belegbare Informationen sind durch Informationsverluste bei Konkurs der Firma irmscher nicht mehr zu beschaffen. Ein Herkunftszertifikat (certificate of provenance) wird durch irmscher nicht ausgestellt.

## Technik
Das Basismodell Opel Omega A 3000 24V wurde im Opel Stammwerk Rüsselsheim gefertigt und zu Irmscher nach Remshalden transportiert. In diversen Umbauschritten wurden viele Teile des Fahrzeuges überarbeitet, darunter Karosserie, Motor und Innenraum. Frühere Bestrebungen verschiedene Außenfarben anzubieten wurden zu Gunsten der einzigen Außenfarbe Novaschwarz eingestellt.
Die Karosserie des Opel Omega A 3000 24V wurde an mehreren Stellen überarbeitet. Kotflügelverbreiterungen mit runden Radläufen wurden vorn wie hinten eingesetzt, um für die großen Räder Platz zu schaffen. Ein spezieller Frontstoßfänger mit Kühlergrill und einstellbarer Spoilerlippe, ein spezieller Heckstoßfänger sowie Schwellerverkleidungen mit Türaufsätzen hinten wurden ebenso verbaut und waren zuvor im Windkanal der Universität Stuttgart auf deren Wirksamkeit geprüft. Highlight ist der ab etwa 80 km/h geschwindigkeitsabhängig elektrisch ausfahrbare Heckspoiler mit einstellbarer Spoilerlippe.
Der Reihensechszylindermotor mit vier Ventilen pro Zylinder hat einen Hubraum von 3,0 Litern und erreicht durch Kopfbearbeitung, geänderte Nockenwellen, Kurbelwelle und Kolben eine Leistung von 169 kW (230 PS) (C30XEI). Das maximale Drehmoment beträgt 280 Nm. Das Getriebe, Differenzial, Fahrwerk und Bremse entsprechen der Serie des Opel Omega A 3000 24V. Serienmäßig mit 7,5 J x 16 Zoll Fünfsternfelgen ausgeliefert, konnten als Option die berühmten ATS DTM Felgen in 8 J x 18 Zoll bestellt werden.
Im Innenraum wurden Sportsitze von Recaro, Rückbank und Türverkleidungen im speziellen Camouflage Design verbaut. Auf einer im Lenkrad eingelassenen Plakette lässt sich „Evolution 500“ erkennen.

### Technische Daten
| Motor:                           | 6-Zylinder-Reihenmotor (Viertakt)                       |
| Hubraum:                         | 2969 cm³                                                |
| Bohrung × Hub:                   | 95 × 69,8 mm                                            |
| Leistung bei 1/min:              | 169 kW (230 PS) bei 6700                                |
| Max. Drehmoment bei 1/min:       | 280 Nm bei 3500                                         |
| Gemischaufbereitung:             | elektronische Einspritzung (Bosch Motronic)             |
| Ventilsteuerung:                 | Hängende Ventile, (2 obenliegende Nockenwellen, Kette)  |
| Kühlung:                         | Wasserkühlung                                           |
| Getriebe:                        | 5-Gang-Getriebe                                         |
| Radaufhängung vorn:              | MacPherson-Federbeinachse, Schraubenfedern              |
| Radaufhängung hinten:            | Schräglenkerachse, Schraubenfedern                      |
| Bremsen:                         | Vierrad-Scheibenbremsen, Ø vorne und hinten 296 mm, ABS |
| Karosserie:                      | Stahlblech, selbsttragend                               |
| Spurweite vorn/hinten:           | 1462/1484 mm                                            |
| Radstand:                        | 2730 mm                                                 |
| Länge:                           | 4742 mm                                                 |
| Leergewicht:                     | 1465 kg                                                 |
| Höchstgeschwindigkeit:           | 249 km/h                                                |
| 0–100 km/h:                      | 7,5 s                                                   |
| Verbrauch (Liter/100 Kilometer): | 10,6 S                                                  |